# Tulisaari (ö i Norra Savolax, Kuopio, lat 62,63, long 28,29)
Tulisaari är en ö i Finland. Den ligger i sjön Suvasvesi och i kommunen Kuopio i den ekonomiska regionen  Kuopio ekonomiska region  och landskapet Norra Savolax, i den centrala delen av landet, 300 km nordost om huvudstaden Helsingfors. Öns area är 16,8 hektar och dess största längd är 0,9 kilometer i sydöst-nordvästlig riktning.